# Cantó de Calàs
El cantó de Calàs és un cantó francès del departament de la Var, situat al districte de Draguinhan. Té sis municipis i el cap és Calàs.

## Municipis
- Barjamon
- Calàs
- Castèudoble
- Clavier
- Figanieras
- Montferrat

## Història
| Data d'elecció                           | Identitat             | Partit | Qualitat |
| ---------------------------------------- | --------------------- | ------ | -------- |
| 1967-1992                                | André Delpui          | PS     |          |
| 1992-                                    | Pierre-Yves Collombat | PS     |          |
| les dades anteriors no són pas conegudes |                       |        |          |
|                                          |                       |        |          |

| 1962  | 1968  | 1975  | 1982  | 1990  | 1999  | 2006  |
| ----- | ----- | ----- | ----- | ----- | ----- | ----- |
| 2.412 | 2.943 | 3.510 | 4.399 | 5.527 | 6.411 | 7.919 |